# Turbanella ocellata
Turbanella ocellata is een buikharige uit de familie Turbanellidae. Het dier komt uit het geslacht Turbanella. Turbanella ocellata werd in 1974 voor het eerst wetenschappelijk beschreven door Hummon. 